# Rue du Cherche-Midi
Rue du Cherche-Midi är en gata i Quartier Notre-Dame-des-Champs i Paris sjätte arrondissement och Quartier Necker i Paris femtonde arrondissement. Gatan är uppkallad efter en butiksskylt som visade ett solur. Vid detta sågs människor leta efter middag (cherche midi). Rue du Cherche-Midi börjar vid Rue du Vieux-Colombier 25 och Place Michel-Debré och slutar vid Place Camille-Claudel.

## Omgivningar
- Notre-Dame-des-Champs
- Chapelle Notre-Dame-des-Anges
- Chapelle Saint-Vincent-de-Paul
- Saint-Sulpice
- Rue du Bac
- Rue Régis
- Rue de Bérite
- Rue Blaise-Desgoffe
- Rue Jean-Ferrandi

## Bilder
| - Gatuskylt. - Saint-Sulpice. - Notre-Dame-des-Champs. - Chapelle Notre-Dame-des-Anges. |

## Kommunikationer
- Tunnelbana – linje  – Saint-Sulpice
- Tunnelbana – linje  – Falguière
- Busshållplats Bac – Saint-Placide – Paris bussnät